# Münnerstadt
Münnerstadt è un comune tedesco di 7 937 abitanti, situato nel land della Baviera.